# 2-メチルチオフェン
2-メチルチオフェン（英：2-Methylthiophene）は構造式CH3C4H3Sの有機硫黄化合物である。無色の引火性液体である。チオフェン-2-カルボキシアルデヒドのウォルフ・キッシュナー還元により生成できる。商業的合成には1-ペンタノール/CS2混合物の気相脱水素が含まれる。

## 関連記事
- 3-メチルチオフェン